# تپه لیک بین
تپه لیک بین مربوط به دوره اسلامی قرن ۶ تا ۸ ه.ق است و در شهرستان پیرانشهر، بخش لاجان، دهستان لاهیجان شرقی، روستای لیک بین واقع شده است. این اثر در تاریخ ۳۰ دی ۱۳۸۵ با شمارهٔ ثبت ۱۶۸۵۹ به عنوان یکی از آثار ملی ایران به ثبت رسیده است.